# Simulium biforaminiferum
Simulium biforaminiferum är en tvåvingeart som beskrevs av Datta 1974. Simulium biforaminiferum ingår i släktet Simulium och familjen knott. Inga underarter finns listade i Catalogue of Life.